# Volley Treviso 1990-1991

## Risultati ottenuti

### In Italia
- Serie A1: eliminata nelle semifinali dei play-off da Il Messaggero Ravenna
- Coppa Italia: non qualificata alla Final-four

### In Europa
- Coppa CEV maschile: vincitore contro il Radiotechnik Riga

## Rosa
in corsivo i giocatori ceduti durante il campionato